# Sarcoglottis
Sarcoglottis é um género botânico pertencente à família das orquídeas (Orchidaceae). Foi proposto por C.Presl em Reliquiae Haenkeanae 1(2): 95, em 1827, tipificado pela Sarcoglottis speciosa C.Presl.  O nome vem do grego sarkos, carne, e glottas, língua, em referência à espessura do labelo de suas flores.
São cerca de quarenta e cinco ervas terrestres de raízes carnosas, que habitam climas diversos conforme a espécie, campos abertos arenosos e rochosos, florestas abertas e sombrias, úmidas ou secas. A maioria das espécies brasileiras prefere brejos, várzeas ou matas sombrias e ricas de detritos vegetais. Estão presentes em todos os países latino-americanos, excetuado o Chile, até 2700 metros de altitude.
Distingüe-se este gênero pelas suas largas folhas planas e pelo labelo de suas longas flores, de diversos modos lobado, sem calos, alargado em lâmina terminal, na base concrescido às sépalas laterais, provido de longos e espessos aurículos basais projetados para trás, ladeando o unguículo que é estreito e longo.
Suas diversas folhas, de verde vivo, ocasionalmente  pontilha¬das, riscadas ou maculadas de prata,  mais ou menos carnosas, pecioladas, raro sésseis, formam uma roseta basal que começa a fenecer durante a floração; inflorescência ereta com muitas ou poucas flores, então condensadas no ápice da haste; as flores são carnosas e moderadamente vistosas, de cores diversas, de palha a verde, amarelo e bronze.
Recentemente Szlachetko propôs dois novos gêneros a serem criados de a partir de espécies até agora consideradas parte de Sarcoglottis. Um desses gêneros, Zhukowskia, seria composto por três espécies da América Central, duas provenientes de Sarcoglottis e uma de Pelexia, e que, por apresentarem calcar nectário, seriam intermediárias entre estes gêneros citados, entretanto aqui consideramos este gênero como sinônimo de Sarcoglottis.
O outro gênero, do qual fazem parte oito espécies brasileiras é Veyretia, o qual parece ter sido amplamente aceito pela comunidade científica.

## Espécies
1. Sarcoglottis acaulis (Sm.) Schltr., Repert. Spec. Nov. Regni Veg. Beih. 6: 53 (1919).
2. Sarcoglottis acutata (Rchb.f. & Warm.) Garay, Bot. Mus. Leafl. 28: 353 (1980 publ. 1982).
3. Sarcoglottis alexandri Schltr. ex Mansf., Repert. Spec. Nov. Regni Veg. 24: 245 (1928).
4. Sarcoglottis amazonica Pabst, Bol. Inst. Nac. Pesq. Amazôn. Ser. Bot. 31: 1 (1969).
5. Sarcoglottis biflora (Vell.) Schltr., Beih. Bot. Centralbl. 37(2): 414 (1920).
6. Sarcoglottis cerina (Lindl.) P.N.Don in J.Donn, Hortus Cantabrig., ed. 13: 590 (1845).
7. Sarcoglottis curvisepala Szlach. & Rutk., Ann. Bot. Fenn. 34: 277 (1997).
8. Sarcoglottis degranvillei Szlach. & Veyret, Fragm. Florist. Geobot. 39: 473 (1994).
9. Sarcoglottis depinctrix Christenson & Toscano, Orchids 69: 875 (2000).
10. Sarcoglottis fasciculata (Vell.) Schltr., Beih. Bot. Centralbl. 37(2): 415 (1920).
11. Sarcoglottis glaucescens Schltr., Repert. Spec. Nov. Regni Veg. Beih. 35: 37 (1925).
12. Sarcoglottis gonzalezii L.C.Menezes, Bol. CAOB 31: 28 (1998).
13. Sarcoglottis grandiflora (Hook.) Klotzsch, Allg. Gartenzeitung 10: 107 (1842).
14. Sarcoglottis heringeri Pabst, Orchid Rev. 79: 53 (1971).
15. Sarcoglottis herzogii Schltr., Repert. Spec. Nov. Regni Veg. 21: 332 (1925).
16. Sarcoglottis homalogastra (Rchb.f. & Warm.) Schltr., Beih. Bot. Centralbl. 37(2): 417 (1920).
17. Sarcoglottis itararensis (Kraenzl.) Hoehne, Fl. Bras. 8(12; 2): 324 (1945).
18. Sarcoglottis juergensii Schltr., Repert. Spec. Nov. Regni Veg. Beih. 35: 38 (1925).
19. Sarcoglottis lehmannii Garay, Bot. Mus. Leafl. 26: 22 (1978).
20. Sarcoglottis lobata (Lindl.) P.N.Don in J.Donn, Hortus Cantabrig., ed. 13: 590 (1845).
21. Sarcoglottis magdalenensis (Brade & Pabst) Pabst, Bradea 1: 329 (1973).
22. Sarcoglottis metallica (Rolfe) Schltr., Beih. Bot. Centralbl. 37(2): 417 (1920).
23. Sarcoglottis micrantha Christenson, Orchid Rev. 109: 103 (2001).
24. Sarcoglottis neglecta Christenson, Lindleyana 6: 133 (1991).
25. Sarcoglottis pauciflora (Kuntze) Schltr., Beih. Bot. Centralbl. 37(2): 418 (1920).
26. Sarcoglottis portillae Christenson, Orchid Rev. 111: 243 (2003).
27. Sarcoglottis pseudovillosa Mytnik, Rutk. & Szlach., Orchidee (Hamburg) 57: 579 (2006).
28. Sarcoglottis riocontensis E.C.Smidt & Toscano, Kew Bull. 59: 569 (2004).
29. Sarcoglottis rosulata (Lindl.) P.N.Don in J.Donn, Hortus Cantabrig., ed. 13: 590 (1845).
30. Sarcoglottis sceptrodes (Rchb.f.) Schltr., Beih. Bot. Centralbl. 37(2): 421 (1920).
31. Sarcoglottis schaffneri (Rchb.f.) Ames in J.D.Smith, Enum. Pl. Guatem. 7: 50 (1905).
32. Sarcoglottis schwackei (Cogn.) Schltr., Beih. Bot. Centralbl. 37(2): 421 (1920).
33. Sarcoglottis scintillans (E.W.Greenw.) Salazar & Soto Arenas, Icon. Orchid. 5-6: t. 665 (2002 publ. 2003).
34. Sarcoglottis smithii (Rchb.f.) Schltr., Beih. Bot. Centralbl. 37(2): 422 (1920).
35. Sarcoglottis stergiosii Carnevali & I.Ramírez, Novon 3: 124 (1993).
36. Sarcoglottis tirolensis Burns-Bal. & Merc.S.Foster, Selbyana 7: 359 (1984).
37. Sarcoglottis trichogyna Cuatrec., Ciencia (Mexico) 27: 171 (1972).
38. Sarcoglottis turkeliae Christenson, Richardiana 4: 137 (2004).
39. Sarcoglottis uliginosa Barb.Rodr., Gen. Spec. Orchid. 1(index): x (1877).
40. Sarcoglottis umbrosa (Barb.Rodr.) Schltr., Beih. Bot. Centralbl. 37(2): 422 (1920).
41. Sarcoglottis ventricosa (Vell.) Hoehne, Arq. Bot. Estado São Paulo, n.s., f.m., 2: 146 (1952).
42. Sarcoglottis veyretiae Szlach., Polish Bot. Stud. 5: 5 (1993).
43. Sarcoglottis villosa (Poepp. & Endl.) Schltr., Beih. Bot. Centralbl. 37(2): 423 (1920).
44. Sarcoglottis viscosa Szlach. & Rutk., Ann. Bot. Fenn. 34: 275 (1997).
45. Sarcoglottis woodsonii (L.O.Williams) Garay, Bot. Mus. Leafl. 28: 355 (1980 publ. 1982).